# Zelemele
ZeleMele mit bürgerlichem Namen Mehmet Ali Güler (* 1. April 1975 in Tunceli) ist ein in Deutschland lebender zazaischer Sänger und Komponist aus Tunceli.

## Herkunft des Namens
ZeleMele ist sowohl der Künstlername des Musikers als auch die im Volksmund genutzte Bezeichnung für seine Musikrichtung. Zelemele steht für eine Musik, die die authentischen Motive seiner Heimat Tunceli mit zeitgenössischen Musikformen wie Hip-Hop, Rap, Rock und zum Teil auch Jazz interpretiert.
Er schlägt eine musikalische Brücke zwischen den traditionellen musikalischen Motiven Tuncelis, vor allem den Motiven aus Zeiten, als die Stadt offiziell noch Dersim hieß, und zeitgenössischen westlichen Klängen und Rhythmen. Die Lieder aus dieser Musiktradition, die motivisch im Zazaischen verwurzelt sind,  sind eher schwermütig und werden mit wenigen traditionellen Instrumenten wie z. B. der Langhalslaute Tembur (türk.: Baglama) vorgetragen.
"Mem" gilt als Pionier dieser Stilrichtung, die bis dato nicht nur in seiner Heimat fremd war.

„Als ich meine ersten rockigen Lieder sang, war das für unsere ältere Generation ein wenig zu laut und eher wie Krach, also laut ihnen "Zelemele". Und sie hatten recht, denn Instrumente wie die E-Gitarre oder das Schlagzeug klangen in ihren Ohren wie Lärm und Krach. Genau deswegen nannte ich meine Richtung und meinen Stil Zelemele.“

## Die Sprache
Mem macht Musik in der zazaischen Sprache. Er ist der Überzeugung, dass er dies seinen Ahnen und der Geschichte schuldig ist. 

„In dem unterdrückenden und andere Völker ausgrenzenden System der Türkei - vor allem als Schüler während des Militärputsches 1980 - bin auch ich wie Millionen von Anderen ohne Muttersprache aufgewachsen, und denke seit meinem 16. Lebensjahr, das wir es unseren Ahnen schuldig sind, diese Sprache am Leben zu halten. Denn diese Sprache ist von dem Aussterben bedroht, und ich wollte dem Niedergang unserer Kultur nicht einfach zusehen. Ich wusste, dass ich die Gabe hatte, Lieder zu komponieren und meine Stimme gut einzusetzen. Also konnte ich diese Fähigkeiten nutzen, um meine Muttersprache weiterzupflegen. Daher habe ich prinzipiell die Entscheidung getroffen, Zaza-Musik zu machen. Das betrachte ich als meine Vision.“

## Seine Erfolge
Nach seinen Erfolgen in der Türkei hat sich Mem auch auf Europa konzentriert und hier vermehrt Konzerte veranstaltet und an Festivals teilgenommen. Noch immer hat er Auftritte in ganz Europa und konzentriert sich auch auf die Förderung der musikalischen sowie kulturellen Bildung von Kindern und Jugendlichen. So hat er diverse Projekte durchgeführt. Eines davon war ein Kindertheater auf Zazaisch. Der Künstler, der nahezu alle seine Lieder selbst schreibt und komponiert, hat bis heute drei Alben veröffentlicht;
- Şêle (Das Mädchen Şêle) (1999), Etno Music
- Ameyme (Wir sind da!) (2002), Etno Music
- Munzur o (Der Fluss Munzur) (2006), Z-Music Production & Organisation
- Desu ra doy'm – Duvarlarin arkasinda (Hinter den Mauern) (2010), KALAN Music
- Şeribana (Şeribana) (2010) – Evrensel Müzik

Viele seiner Kompositionen werden auch von anderen Künstlern interpretiert.